# اتفاقيات التجارة الحرة الأوروبية

اتفاقيات التجارة الحرة للاتحاد الأوروبي
European Union

أبرم الاتحاد الأوروبي اتفاقيات تجارة حرة (FTAs)  واتفاقات أخرى مع مكون تجاري ويتفاوض مع العديد من الدول الأخرى في جميع أنحاء العالم.

## الاتفاقيات التجارية المعمول بها
| الدولة                                                     | تاريخ التوقيع | تطبيق مؤقت | معمول بها | ملاحظات                                                                                 | العلاقات                                            |
| ---------------------------------------------------------- | ------------- | ---------- | --------- | --------------------------------------------------------------------------------------- | --------------------------------------------------- |
| أكروتيري ودكليا                                            | 2003          |            | 2004      | الاتحاد الجمركي للاتحاد الأوروبي                                                        |                                                     |
| ألبانيا                                                    | 2006          | 2006       | 2009      | اتفاق الاستقرار والانتساب SAA                                                           | مرشحة للانضمام إلى الاتحاد الأوروبي                 |
| الجزائر                                                    | 2002          |            | 2005      | العلاقات الأورومتوسطية - اتفاقية الشراكة مع الاتحاد الأوروبي AA                         |                                                     |
| أندورا                                                     | 1990          |            | 1991      | الاتحاد الجمركي للاتحاد الأوروبي                                                        | العلاقات بين أندورا والاتحاد الأوروبي               |
| البوسنة والهرسك                                            | 2008          | 2008       | 2015      | اتفاقية الاستقرار والانتساب SAA                                                         | مرشح محتمل للانضمام للاتحاد الأوروبي                |
| تشيلي                                                      | 2002          | 2003       | 2005      | اتفاقية الشراكة مع الاتحاد الأوروبي                                                     |                                                     |
| مصر                                                        | 2001          |            | 2004      | العلاقات الأورومتوسطية - اتفاقية الشراكة مع الاتحاد الأوروبي                            |                                                     |
| جزر فارو                                                   | 1996          |            | 1997      | كيان مستقل عن الدنمارك                                                                  | العلاقات بين جزر فارو والاتحاد الأوروبي             |
| جورجيا                                                     | 2014          | 2014       | 2016      | اتفاقية الشراكة مع الاتحاد الأوروبي وتتضمن اتفاق التبادل الحر الشامل والمعمق            | العلاقات بين جورجيا والاتحاد الأوروبي               |
| Bailiwick of Guernsey                                      | 1972          |            | 1973      | الاتحاد الجمركي للاتحاد الأوروبي                                                        |                                                     |
| آيسلندا                                                    | 1992          |            | 1994      | المنطقة الاقتصادية الأوروبية                                                            | العلاقات بين آيسلندا والاتحاد الأوروبي              |
| جزيرة مان                                                  | 1972          |            | 1973      | الاتحاد الجمركي للاتحاد الأوروبي                                                        |                                                     |
| إسرائيل                                                    | 1995          | 1996       | 2000      | العلاقات الأورومتوسطية - اتفاقية الشراكة مع الاتحاد الأوروبي                            | علاقات إسرائيل مع الاتحاد الأوروبي                  |
| اليابان                                                    | 2018          | No         | 2019      | Economic Partnership Agreement                                                          | علاقات اليابان مع الاتحاد الأوروبي                  |
| Bailiwick of Jersey                                        | 1972          |            | 1973      | الاتحاد الجمركي للاتحاد الأوروبي                                                        |                                                     |
| الأردن                                                     | 1997          |            | 2002      | العلاقات الأورومتوسطية - اتفاقية الشراكة مع الاتحاد الأوروبي                            | العلاقات الأردنية مع الاتحاد الأوروبي               |
| كوسوفو                                                     | 2015          |            | 2016      | اتفاقية الاستقرار والانتساب SAA                                                         | علاقات كوسوفو مع الاتحاد الأوروبي                   |
| لبنان                                                      | 2002          |            | 2006      | العلاقات الأورومتوسطية - اتفاقية الشراكة مع الاتحاد الأوروبي                            | العلاقات بين لبنان والاتحاد الأوروبي                |
| ليختنشتاين                                                 | 1992          |            | 1995      | المنطقة الاقتصادية الأوروبية                                                            | العلاقات بين ليختنشتاين والاتحاد الأوروبي           |
| المكسيك                                                    | 1997          |            | 2000      | FTA                                                                                     | علاقات المكسيك والاتحاد الأوروبي                    |
| مولدوفا                                                    | 2014          | 2014       | 2016      | اتفاقية الشراكة مع الاتحاد الأوروبي وتتضمن اتفاق التبادل الحر الشامل والمعمق            | علاقات مولدوفا مع الاتحاد الأوروبي                  |
| موناكو                                                     |               |            | 1958      | معاهدة فرانكو مونيغاسك (الاتحاد الجمركي للاتحاد الأوروبي)                               |                                                     |
| مونتنيغرو                                                  | 2007          | 2008       | 2010      | اتفاقية الاستقرار والانتساب SAA                                                         | المفاوضات حول انضمام مونتنيغرو إلى الاتحاد الأوروبي |
| المغرب                                                     | 1996          |            | 2000      | العلاقات الأورومتوسطية - معاهدة الشراكة مع الاتحاد الأوروبي                             | الشراكة بين المغرب والاتحاد الأوروبي                |
| مقدونيا الشمالية                                           | 2001          | 2001       | 2004      | اتفاقية الاستقرار والانتساب SAA                                                         | مرشح محتمل للانضمام للاتحاد الأوروبي                |
| النرويج                                                    | 1992          |            | 1994      | المنطقة الاقتصادية الأوروبية                                                            | العلاقات بين الاتحاد الأوروبي والنرويج              |
| الاتحاد الأوروبي أقاليم ذات عضوية خاصة في الاتحاد الأوروبي | 2001          |            | 2001      | Association of the OCTs with the EU                                                     |                                                     |
| السلطة الوطنية الفلسطينية                                  | 1997          |            | 1997      | العلاقات الأورومتوسطية - اتفاقية الشراكة مع الاتحاد الأوروبي                            | علاقات فلسطين والاتحاد الأوروبي                     |
| سان مارينو                                                 | 1991          | 1992       | 2002      | الاتحاد الجمركي للاتحاد الأوروبي                                                        | العلاقات بين سان مارينو والاتحاد الأوروبي           |
| صربيا                                                      | 2008          | 2010       | 2013      | اتفاقية الاستقرار والانتساب SAA                                                         | انضمام صربيا إلى الاتحاد الأوروبي                   |
| سنغافورة                                                   | 2018          |            | 2019      | اتفاقية التجارة الحرة بين سنغافورة والاتحاد الأوروبي                                    |                                                     |
| جنوب أفريقيا                                               | 1999          | 2000       | 2004      | ATDC                                                                                    | علاقات جنوب أفريقيا والاتحاد الأوروبي               |
| كوريا الجنوبية                                             | 2010          | 2011       | 2015      | FTA                                                                                     | علاقات كوريا الجنوبية والاتحاد الأوروبي الثنائية ‏   |
| سويسرا                                                     | 1972          |            | 1973      | اتفاقية تجارة                                                                           | علاقة سويسرا مع الاتحاد الأوروبي                    |
| تونس                                                       | 1995          |            | 1998      | العلاقات الأورومتوسطية - اتفاقية الشراكة مع الاتحاد الأوروبي                            |                                                     |
| تركيا                                                      | 1995          |            | 1995      | الاتحاد الجمركي بين تركيا والاتحاد الأوروبي                                             | انضمام تركيا للاتحاد الأوروبي                       |
| أوكرانيا                                                   | 2014          | 2016       | 2017      | اتفاقية الشراكة بين أوكرانيا والاتحاد الأوروبي وتتضمن اتفاق التبادل الحر الشامل والمعمق | علاقات أوكرانيا والاتحاد الأوروبي                   |